# William Dally
William Morris "Bill" Dally (født 22. februar 1908 i Elmira, Californien, død 30. maj 1996 smst.) var en amerikansk roer og olympisk guldvinder,.

## Rokarriere
Dally var en del af otteren fra University of California, der vandt det amerikanske collegemesterskab i 1928. Senere samme år repræsenterede båden USA ved OL i Amsterdam. Resten af besætningen bestod af Jack Brinck, Frank Frederick, Bill Thompson, Marvin Stalder, Jim Workman, Hubert Caldwell, Peter Donlon og styrmand Don Blessing. Der deltog i alt 11 både i konkurrencen, hvor amerikanerne kom i finalen ved at vinde alle deres heats. I finalen mødte de den britiske båd, der havde en nem semifinale uden konkurrenter, og de lagde også bedst fra land, men amerikanerne tog sig sammen og vandt deres tredje OL-guld i træk, mens Storbritannien fik sølv og Canada som tabende semifinalist bronze.

## Videre karriere
Dally blev efter sin eksamen landmand med en ranch i fødebyen Elmira.

## OL-medaljer
- 1928:  Guld i otter